# ユートピア (本)

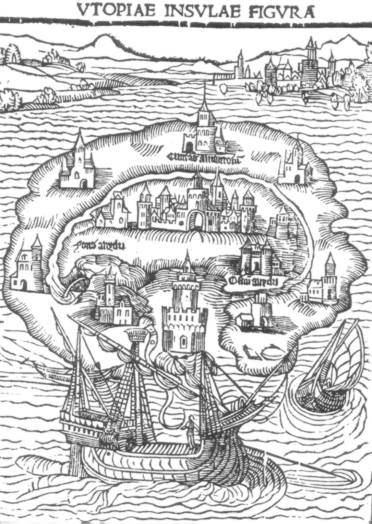
1516年初版の『ユートピア』の挿絵

『ユートピア』（ラテン語: Utopia、正式タイトル：ラテン語: Libellus vere aureus, nec minus salutaris quam festivus, de optimo rei publicae statu deque nova insula Utopia）は、イングランドのトマス・モアによる1516年の著作。
全文ラテン語で書かれており、その内容は主に、虚構の島の社会、宗教、社会的政治的習慣について述べた枠物語である。現代の「ユートピア」という言葉から受ける理想郷のイメージにもかかわらず、モアがこの本で述べた社会は、実際には決して完全な社会ではないと広く受け止められている。むしろ、想像上の土地の通常とは違った政治的考えと、現実世界での混沌とした政策とを対比して、ヨーロッパの社会問題について議論するための、政策要綱とすることを望んでいたとされる。

## タイトル
タイトルは直訳すれば「共和国の最高の州の、そしてユートピア新島の、楽しいのと同様に有益な、真実の金の小著」となるが、伝統的には「社会の最善政体とユートピア新島についての楽しく有益な小著」と邦訳される。他に「共和国の最高の州、そしてユートピアの新しい島で」「共和国と新しい島ユートピアの最上の州について」「連邦の最高の州とユートピアの新しい島で」「共和国の最高の種類で、そしてユートピアの新しい島について」「連邦とユートピアの新しい島の最高の州について」などがある。
「ユートピア（ラテン語: Ūtopiā）」の語は、ギリシア語の「οὐ（「非」もしくは「無い」を意味する接頭辞）」と「τόπος（場所）」に、国や土地を指す接尾辞「-iā（-ία）」を加えたものである。つまり「Outopía（Οὐτοπία）」、ラテン語「Ūtopia」とは、「どこでもない（どこにもない）場所」という意味である。初期近代英語では「Utopie」と綴られ、現代のいくつかの版でも「Utopy」となっている。
英語では、正確には「Eutopia」と発音する。
これについてはモア自身が著作『Wherfore not Utopie, but rather rightely my name is Eutopie, a place of felicitie』の付録で述べている。ただし、ギリシア語で「良い（εὐ-（eu-））場所」を意味する「Εὐτοπία（Eutopiā）」と重なるため、「οὐ」の英語発音で混乱することになった。
1つの解釈として、ユートピアがある種の完全社会でありうる一方で、それが実際には実現不可能であることを示唆している、という考え方がある。

## 構想

### 1巻：協議の問答

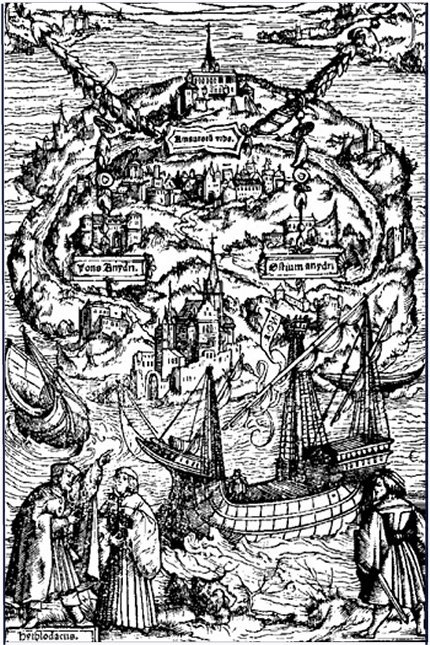
アンブロジウス・ホルバインによる木版画。『ユートピア』1518年版。下部左手の隅で旅人ラファエル・ヒュトロダエウスが島について説明している。

作品の冒頭は、モアが大陸で出会った幾人かの人々、アントウェルペンの市職員ペーター・ギレス、カール5世の参事官ジェローム・バスレイデンらと交わした手紙で始まる。その手紙の中には、実在の人物とのやりとりもある。それにより、モアは、虚構の土地に真実性を持たせようとした。これと同じ考えから、これらの手紙には、ユートピアの文字見本と詩が含まれている。また、手紙では、ユートピアへの旅が広まっていないことも説明されており、ユートピアについて最初に述べた場面では、正確な経度や緯度が話題になった時に誰かが咳をしている。第1巻では、モアをアントウェルペンに招待した旅人のラファエル・ヒュトロダエウス（ヒスロディ）が、その時話題になっている事柄をどのように皇子に助言するかを調査している。
ラファエルとの最初のやり取りでは、現代の病気がヨーロッパに影響を及ぼして、王が戦争を始めたり、見込みのない出費を続けたりすることについて議論している。また、モアは、窃盗罪での処刑を批判し、どうせ同じ結果ならば、盗みより殺人の方がよい、目撃者を排除できると言っている。彼は、窃盗の問題の大部分は、囲い込み、つまり共有地に囲いをすることに原因があるとしている。そして、牧羊のためその土地から排除された人々の、貧困と飢餓がそれ以降始まったとしている。
モアは、王立裁判所で王に進言する職を見つけられるとラファエルを説得しようとする。しかし、ラファエルは、自分の考えが急進的すぎて受け入れられないだろうと言う。ラファエルは、自治を確立するためには、王が哲学的に行動しなければならないと分かっているが、次のように指摘する。
| 「 | プラトンは恐らく充分に予見していたのだろうが、王自身が哲学の勉学に専念しない限り、他に決して完全には哲学者の評議会を認可することはないだろうし、哲学者自身、かつて幼かった頃から、ひねくれて凶悪な考えに感染し汚染されている。 | 」 |

モアは、現実の状況の中で哲学者が果たすべき責務について考え、彼らが政治的功利主義のために、欠陥はあってもよりよい生活のために、むしろ最初の原則から始まることを望んでいる。
| 「 | ……裁判所で彼らは、誰かが自分の平和を守ろうとしたり、他の誰かがすることを黙認したりするのを我慢することはできないだろう。人は、最悪の弁護人をしらじらしく是認し、最も腹黒い陰謀を承諾しなければならないし、その結果スパイ、裏切り者となってこういった邪悪な行為を認めていかなければならないのだから。 | 」 |

### 2巻：ユートピアについての談話

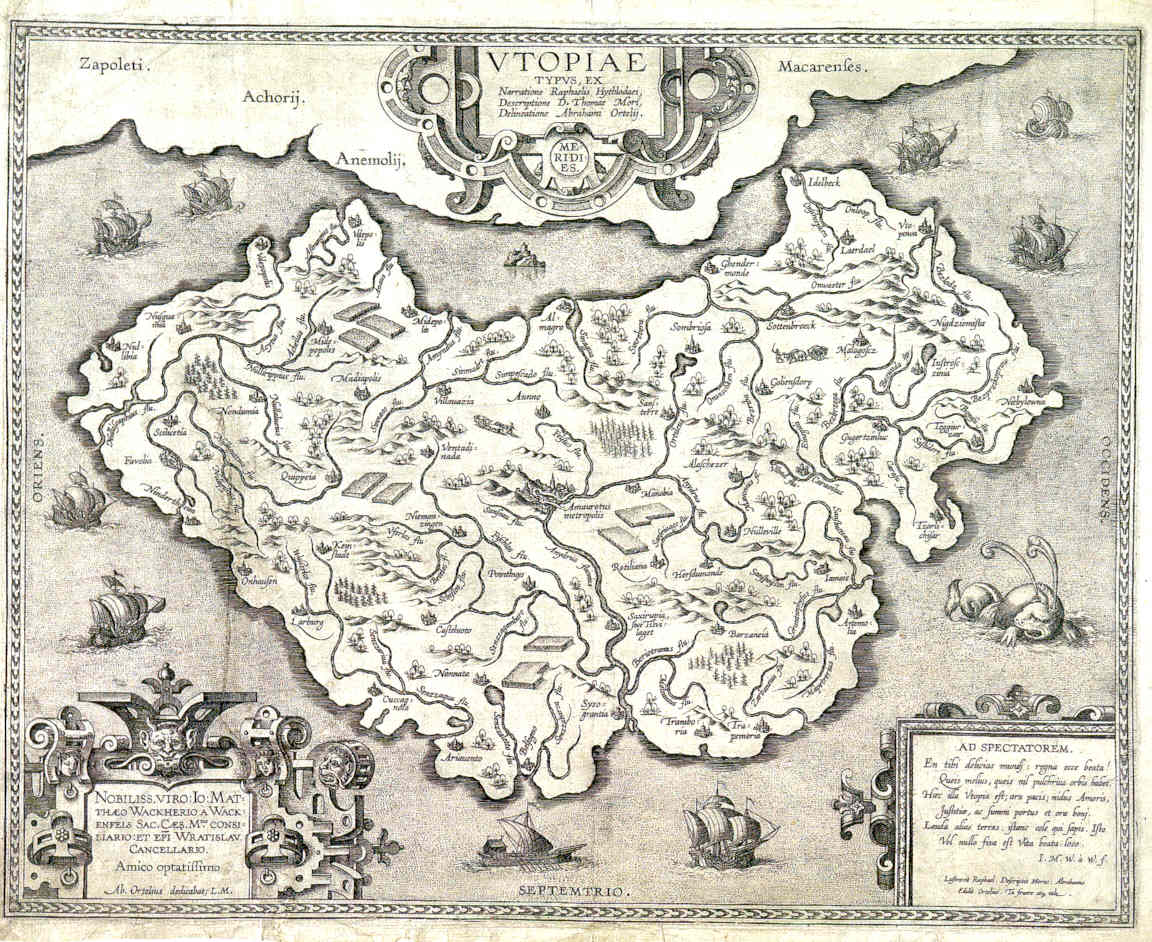
オルテリウスによる地図。1595年。

モアはユートピアの位置を新世界に設定し、実生活におけるアメリゴ・ヴェスプッチの発見の旅を、ラファエルの旅に結び付けた。彼は、ラファエルを24人いたヴェスプッチの1人に設定し、1507年の4度目の旅で、ブラジルのカーボ・フリオに半年滞在したとしている。ラファエルはそこからさらに遠くへ出かけて、ユートピア島にたどり着き、その地の人々の慣習を観察して5年が過ぎたのだという。
モアによれば、ユートピア島の様子は次のようなものである。
| 「 | ……中央部分は最も広い所で幅200マイルで、似たような幅が続いたあと、両端に向かって徐々に細くなっている。両端が丸く曲がって、円周500マイルの円を描き、三日月形の島を形作って新月のようになっている。 | 」 |

島は当初、半島だったが、コミュニティの創設者ユートパス王により15マイル幅の水路が掘られ、本土から切り離されることになった。島には54の町があり、それぞれに約6,000戸が住んでいる。首都アーモロートは、三日月形の島のちょうど中央に位置している。各家庭は30戸ごとにグループ化され、「 Syphograntus 」（ Styward ）によって管理される。Styward は10グループごとに、「 Traniborus 」（ Bencheater ）の監督下に置かれる。それぞれの町の町長は、Bencheater の中から選ばれる。各家庭には10～16人の大人が生活し、家庭や町の人口が均等になるよう配置しなおして人数調整する。島の人口が過剰になったときには、本土に植民地が用意される。また、こういったユートピアの植民地にいったん入植した本土在住者も、希望すればコロニーを出ることができる。 人口不足になった場合は、コロニー入植者は呼び戻される。
ユートピアでは個人資産の所有は認められておらず、人々が必要とする品々は倉庫に保管される。家々のドアにも鍵は設置されておらず、住む家も10年ごとの輪番で決まる。島で最も重要な仕事は、農業である。男女共に農業を学び、2年間田園地帯に住んで農耕に従事する義務がある。これに並行して、全ての市民は、織物業（女性中心）、木工業、鍛冶、石工など他の重要な商業を少なくとも1つ、学ぶ義務がある。これらの商業は意識的に簡素化されている。例えば、同じデザインのシンプルな服を全ての人々が着用し、凝った服を作る業者は存在しない。健康な市民には勤労の義務があるため、失業は根絶され、労働時間は最短となっている。人々が働かなければならないのは一日につき6時間だけだが、多くはそれ以上働くことも厭わない。モアは、自身の考えたユートピア社会の中で、行政当局や聖職者には学者を採用し、人々の初期教育に当たらせている。他の市民も全員、余暇の時間に学習に勤しむことが奨励されている。
奴隷はユートピアでの生活に必須であり、全ての家庭に2人ずつ配置されているという。奴隷は、他国出身のこともあれば、ユートピア出身の元犯罪者のこともある。元犯罪者は、金製の鎖に繋がれている。金はこの国の国有財産の1つで、犯人を拘束したり、寝室用便器のような上品でないものに使ったりするなど、市民は金を嫌悪し、質素な価値観が損なわれないようにしている。財産にはほとんど重要性がなく、諸外国から必需品を購入したり、互いに戦う国家を買収するために役立てるだけである。行いがよい奴隷は、定期的に解放される。
ユートピアの革新性には、他にも重要なものがある。医療費の無料化などの福祉制度、国家も認める安楽死、既婚の聖職者、離婚の他、婚前性交渉に対する罰則は生涯の独身生活、姦通の場合は身分を奴隷に落とされた。食事は地域の食堂でとり、配膳の仕事は輪番で家ごとに回された。全員が同じメニューを食べるが、ラファエルの説明では、老人と行政官によい食べ物が回されるという。島内を旅行するには許可証だけでよいが、許可証なしが発覚すると、1度目は猶予されても2度目には奴隷に落とされるという。加えて、弁護士は存在せず、法はあえてシンプルに制定されているために全員に理解されており、善悪の判断に迷う必然性がない。
島には、太陽崇拝、月崇拝、惑星崇拝、祖霊信仰、唯一神教など複数の宗教が布教されているが、それぞれは他の宗教に寛容である。無神論は許されてはいるが、国家に対する脅威と見なされ、彼らだけは軽蔑されている。なぜなら死後の天国も地獄も全く信じていない者には、ユートピアの共産主義的人生を共有しようとする理由もなく、自身の利益のためには法をも破るからである。無神論者は、追放はされないまでも、自分たちの誤った信条について聖職者と討論し、間違いに気付くようにすることが奨励される。ラファエルによれば、自分が伝えたことによって、キリスト教もユートピアに浸透し始めていたという。ユートピアの宗教は他宗教の信仰にも寛容で、1度の祈祷式でユートピア住民の全てが出席する。
| 「 | ……しかし仮に、彼らが間違っていたり、政府がもっとしっかりしていて、もっと神の意に適う宗教があれば、彼らは主の御心について知りたいと思うだろう。 | 」 |

恐らく、今日的な感覚でいえば、女性には社会的平等が与えられていない。妻は夫に服従し、家庭の仕事に従事するよう制限されている。わずかな数の未亡人のみが聖職者になっている。全員に徴兵義務がある一方、女性はまだ男性より下位に置かれており、月に一度、夫に自分の罪を懺悔する。しかしユートピアで女性に振り分けられる役割は、現代の見地からみて、よりリベラルだといえるかもしれない。ユートピアでは、ギャンブル、狩猟、化粧、占星術は全て禁止されている。

## 作品の意義
『ユートピア』について最も厄介な問題の1つに、モアがこの本を書いた意図が挙げられる。『ユートピア』で紹介される離婚や安楽死の容易さ、聖職者の結婚、女性聖職者などは、信心深いカトリック教徒であるモアの信条の、正反対の極致にあると見られている。信教の自由についての概念は、モアが異教徒、すなわちプロテスタントを熱心に攻撃した大法官であった事実と矛盾する。同様に、弁護士についての批判は、モアが大法官であると同時に、恐らく英国で最も力のある法律家であった事実を基に書かれている。また、ユートピアの共産主義的なライフスタイルは、裕福な地主であったモアとは不釣り合いだが、恐らくスペインによるアメリカ大陸の植民地化に影響されたものであろう。この時期のヨーロッパには、インカ帝国などの共産主義が、理想的な文明の話として響いたのである。
『ユートピア』はよく風刺と見なされ、ヨーロッパの人々がいかに正直かといった多くの冗談や余談が生まれた。通常それらは、質素かつ簡素なユートピアの社会と比較して語られる。女性聖職者のような宗教上の概念のいくつかは、ウィリアム・ティンダル他のプロテスタントにより提言されていた。そのため、モアにはプロテスタントを嘲笑しようという意図があった可能性もある。
それとは別に、モアは、プロテスタントの提言に同意したのだという考え方もある。モアは、想像上の場所を想像上の人物に語らせるという物語作製の手法により、彼の急進的な政治論から距離を置こうとしたのである。「どこにもない」を意味する「ユートピア」以外にも、いくつかの地名が登場している。「土地がない」を意味する「アコラ Achora 」、「センスが全くない」を意味する「ポリルリタ Polyleritae 」、「幸せの地」を意味する「マカレンサス Macarenses 」、「水がない」を意味する「アニドラス川 Anydrus 」などである。これらの名前は、作品の架空性を強調する効果がある。また、ラファエルの姓「ヒュトロダエウス」も「ナンセンスの分配者」を意味し、この冗談を耳にした人々がラファエルの言葉を真に受けないようになっている。しかし、モアがラファエルの名前を選んだのは、『トビト記』に登場する大天使ラファエルを読者に連想させるのが目的だったのかもしれない。『トビト記』で天使ラファエルは、トビアスを導いた後、その盲目の父を治癒した。その言葉が真実でないことをヒュトロダエウスの名が暗示する一方で、「神の癒し」を意味するラファエルの名は、彼が読者に何らかの真実を伝えていることを示している。モアがラファエルの考えに同意したのかもしれないという考えは、ラファエルの服装にも真実味が現れている。「マントをぞんざいに引っかけていた」というラファエルのスタイルは、ロジャー・アスカムが書き記したものによれば、モア自身がよくしていた服装なのである。
さらに、近年の評論では、ギレスの注釈も、本文中の「モア」のキャラクター自体も、信頼性が疑われている。『ユートピア』の本はユートピアとヒュトロダエウスを堕落させるだけであるという主張は、おそらく問題を単純化しすぎであろう。
共産主義的な見解が、カール・マルクスの提言より300年以上も前に書かれているというのは不適当に感じられるかもしれないが、同様の共産主義的な考えは聖書の中にも記されている。『ユートピア』に書かれた共産主義に言及するには誰もが慎重になるだろうが、歴史の前後関係が異なることは、マルクスとモアそれぞれが資産のあり方について独自に考えていたことを意味する。
信者たちはみな一緒にいて、いっさいの物を共有にし、
資産や持ち物を売っては、必要に応じてみんなの者に分け与えた。
使徒行伝 2:44-45 、ウィクリフ訳版
これは、エルサレムの原始キリスト教社会全体について述べた部分で、ユートピアと同様、強制されたものではなかった。モアの政治的見解にも、聖書のこの部分が影響しているかもしれない。モアの目的や著作での実際の見解がどうであれ、『ユートピア』の最後の文を読めば、それが風刺のはずがないのは明らかである。
| 「 | 私は、彼が語ったことに全面的に同意することはできない。しかし、ユートピア連邦には、我々の政府にも見習ってほしいと希望、というより見習ってくれればよいのにと願うような事柄が多く存在する。 | 」 |

## 評価
『ユートピア』は1515年5月、モアが使節としてフランドル滞在中に書き始められた。モアは序章と、ユートピア社会の様子から書き始め、それが作品の後半部になった。英国に戻ってから第1部を書き、1516年に完成させた。同年、『ユートピア』の印刷はルーヴェンで、『エラスムス』の編集と同時進行で進められた。モア自身による改定が行われ、1518年11月、今度はバーゼルで印刷された。モア処刑後16年めの1551年までには、ラルフ・ロビンソンによる英訳版の初版が、英国で発刊された。1684年のギルバート・バーネット訳が、恐らく最もよく引用される版である。
『ユートピア』はどの時代にも、よく知られた作品であったと思われているかもしれない。モアは1518年、モアを著者として尊敬せず、他の誰かの言を繰り返しているだけだとした、ある愚か者について述べたエピグラムを紹介している。
ユートピアの語は、もはやモアの一著作を表すだけでなく、様々な内容の仮想社会を指す言葉として使われてきた。ユートピアとディストピアのフィクションのジャンルを確立したのはモアではなかったかもしれないが、この考えを一般化したのは確かにモアである。トマソ・カンパネッラ著『太陽の都』、ヨハン・ヴァレンティン・アンドレアーエ著『クリスチャノポリス共和国の記述』、フランシス・ベーコン著『ニュー・アトランティス』、ヴォルテール著『カンディード』等の作品は、モアの『ユートピア』に負うところが大きい。
『ユートピア』の制作は、アナバプテスト、共産主義の考え方に影響力があるように思われる。ユートピアン社会主義により、社会主義の最初の概念が記述された一方で、のちのマルクス主義理論家は、その考えが単純すぎて現実の法則にはそぐわないと見なす傾向にある。作品の宗教的なメッセージと、不確かで、考えようによっては風刺的な論調のため、『ユートピア』を遠ざけた理論家もあった。
モアの考えたユートピアを発展させた例として、メキシコミチョアカン州のバスコ・デ・キロガの実践が挙げられる。彼はモアの『ユートピア』を直接的に参照していた。

## 日本語訳
- 『ユトーピア』 村山勇三訳、春秋社「春秋文庫」、1933年
- 『ユートピア』 本多顕彰訳、岩波文庫（旧版）、1934年
- 『ユートピア』 平井正穂訳、岩波文庫、1957年、のち改版
- 『ユートピア』 沢田昭夫（澤田昭夫）訳『世界の名著 17』中央公論社、1969年。中公文庫（改訳版）、1993年